# Bournda-Nationalpark
Der Bournda National Park  ist ein Nationalpark im Südosten des australischen Bundesstaates New South Wales. Der 2600 ha große Park wurde am 24. April 1992 eingerichtet und wird vom NSW National Parks and Wildlife Service verwaltet. Er liegt 345 km südlich von Sydney in der Nähe der Küstenstadt Tathra. Er erstreckt sich von der Kianinny Bay südlich von Tathra etwa 13 km nach Süden. Es gibt dort einen schönen Wanderweg, der größtenteils entlang der Küste verläuft.
Im Park gibt es zwei Seen und eine Lagune. Der Wallagoot Lake ist ein großer Salzwassersee, der zuletzt im Juni 2008 mit dem Ozean verbunden war. Der Bondi Lake ist von besonderer ökologischer Bedeutung, da er der am nächsten am Ozean gelegene Süßwassersee der Region ist. Die Bournda Lagoon ist eine Brackwasserlagune, die in regelmäßigen Abständen mit dem Ozean verbunden ist. Die Lagune ist ein beliebtes Schwimmgewässer für Ortsansässige und Touristen.
Der Park war ab 1947 zunächst eine State Recreation Area und wurde 1992 zum Nationalpark erklärt. Anschließend an den Nationalpark liegt die 6088 ha große Bournda Nature Reserve, die 1972 begründet wurde. Beide Gebiete sind im Management Plan betrachtet.
Am Campingplatz in Hobart Beach gibt es gute Möglichkeiten, zu zelten.

## Wanderwege
- Vom Hobart Beach zur Bournda Lagoon – 2,6 km
- Vom Hobart Beach zur Scotts Bay – 1,3 km
- Vom Hobart Beach nach Tathra über den Kangarutha – 12,0 km
- Rund um die Bournda Lagoon über Bournda Island – 6,0 km